# Devil in His Heart
"Devil in His Heart" är en singel av den amerikanska R&B-gruppen The Donays, utgiven 11 augusti 1962. Sången spelades ursprungligen in för skivbolaget Correc-Tone Records, men gavs senare ut på bolaget Brent där "Devil in His Heart" hamnade på B-sida till "Bad Boy".
Sången är skriven av Richard Drapkin.

## Coverversioner

### The Beatles
The Beatles spelade in sången som "Devil in Her Heart" den 18 juli 1963 vid EMI Recording Studios (nuvarande Abbey Road Studios) i London. Sången spelades in i totalt tre tagningar samt tre stycken pålägg, bland annat där Ringo Starr spelar maracas. Samma dag påbörjade man även inspelningarna av "You've Really Got a Hold on Me", "Money (That's What I Want)" och "Till There Was You".
Sången gavs ut den 22 november 1963 på albumet With the Beatles och i USA den 10 april 1964 på albumet The Beatles' Second Album. Sången finns även med på samlingsalbumet On Air – Live at the BBC Volume 2.

#### Medverkande
- George Harrison – dubblerad sång, sologitarr
- John Lennon – bakgrundssång, kompgitarr
- Paul McCartney – bakgrundssång, basgitarr
- Ringo Starr – trummor, maracas

Medverkande enligt Ian MacDonald.